# Korsgöl
Korsgöl är en sjö i Emmaboda kommun i Småland och ingår i Nättrabyåns huvudavrinningsområde.